# August Neidhardt von Gneisenau
August Wilhelm Antonius Neidhardt Graf von Gneisenau (Schildau, 27 oktober 1760 - Posen, 23 augustus 1831) was een Pruisisch militair en generaal. Op 8 juli 1815 werd hij door koning Willem I der Nederlanden geëerd met een Grootkruis in de Militaire Willems-Orde. Gneisenau organiseerde in het verslagen Pruisen het verzet tegen Napoleon Bonaparte. Er zijn verschillende Duitse marineschepen naar hem genoemd: het slagschip Gneisenau en de kruiser SMS Gneisenau.

## Militaire loopbaan
Oostenrijkse Leger
- Soldat: 1778[3]
- Cadett: 1780[3]

Pruisische Leger
- Leutnant: 1782[3]
- Oberleutnant: 1786[3]
- Stabskapitän: 1790[3]
- Hauptmann: 1795[3]
- Major: 17 december 1806[3]
- Oberstleutnant: 13 juni 1807[1][3]
- Oberst: mei 1809[3]
- Generalmajor: 1813[1][3]
- Generalquartiermeister:[1][3]
- Generalleutnant: 18 december 1813 - 1814[1][3]
- General der Infanterie: 1815[3]
- Generalfeldmarschall: 18 juni 1825[2][3][4]

## Onderscheidingen
- Pour le Mérite op 31 maart 1814[3][4][5]
- Orde van de Zwarte Adelaar in 1804[3]
- Opgenomen in de Vrijmetselarij, Vereinigte Großlogen von Deutschland op 17 maart 1788
- Graaf verheven
- Grootkruis in de Militaire Willems-Orde op 8 juli 1815[6]

- Gemeinsame Normdatei: 118539957
- International Standard Name Identifier: 0000 0001 2278 1133
- Library of Congress Control Number: n81141769
- Nationale Bibliotheek van Tsjechië: hka20211104361
- Nationale Bibliotheek van Israël: 987007312673905171
- Nationale Bibliotheek van Polen: a0000001911973
- Nederlandse Thesaurus van Auteursnamen: 085725226
- SNAC: w6bg33kr
- Système universitaire de documentation: 111677424
- Virtual International Authority File: 32788106
- WorldCat: E39PBJvd687twxPpR73V9bj9jC